# エクスルターテ・ユビラーテ
『エクスルターテ・ユビラーテ』（ラテン語：Exsultate, Jubilate）KV.165 (158a) は、モーツァルトが1773年に作曲したモテット。日本では、第1楽章の歌詞から『踊れ、喜べ、幸いなる魂よ』などの訳題が使われることもある。

## 概要
モーツァルト父子がミラノ訪問中に、モーツァルトのお気に入りのカストラート歌手ヴェナンツィオ・ラウッツィーニのために作曲された。現在では、通常リリック・ソプラノの主要なレパートリーとなっており、その華やかな曲調からコロラトゥーラ的技術も要求される。
以下の3楽章からなり、冒頭楽章がソナタ形式をとっているため、さしずめ声楽と管弦楽のための協奏曲のような構成になっている。とりわけ終楽章の「アレルヤ」が有名。第1楽章の最後に短いレチタティーヴォが挿入されている他、第2楽章と第3楽章は切れ目無く演奏される。
1. アレグロ（ヘ長調、4分の4拍子）
2. アンダンテ（イ長調、4分の3拍子）
3. アレグロ（ヘ長調、4分の2拍子）

楽器編成は、ソプラノ独唱の他にオーボエ・ホルンが各2、弦楽五部とオルガン。

## 異稿
現在ヤギェウォ図書館（クラクフ）所蔵の自筆スコアで伝えられる初演版とは別に、1978年ヴァッサーブルク・アム・インの聖ヤコブ教会で発見されたこの曲の筆写譜には初めのアレグロ楽章とレシタティーヴォに初演版と異なる2種類の歌詞が書き込まれ、オーボエのパートもフルートで演奏されるように変わっていた。パリで母を喪ってザルツブルクに戻ったモーツァルトが1779年3月30日（三位一体の主日）に行なわれた演奏のため行なった改作とみられている。
2種類の片方の歌詞を書いたのはコロレド大司教とされる。もう片方の歌詞はクリスマスに歌われることを念頭に置いた歌詞で、実際に演奏されたかどうかは判っていない。
ミラノの初演版と区別して「ザルツブルク版」と呼ばれるこのヴァージョンの認知度は極めて低いが、ベーレンライター社の新版BA4897で見ることが出来る。これは同社の新モーツァルト全集が元になった、2つの版どちらの演奏にも対応した楽譜である。

## 歌詞
| Exsultate, jubilate, o vos animae beatae, dulcia cantica canendo, cantui vestro respondendo, psallant aethera cum me. | 歌いなさい、喜びなさい、 あなたがた祝福された魂よ、 甘い歌を歌いながら。 あなたの歌に応えて、 天も私と共に歌います。 |
| Recitative | |
| Fulget amica dies, jam fugere et nubila et procellae; exorta est justis inexspectata quies. Undique obscura regnabat nox, surgite tandem laeti qui timuistis adhuc, et jucundi aurorae fortunatae frondes dextera plena et lilia date. | 幸先よく陽は輝き、 雲も嵐も収まりました。 まさに予期せずに、 平安が訪れました。 （かつては）暗い夜があまねく君臨していました。 今こそ起きなさい。喜びに充ちた人々よ。 今まで恐れていたあなたがた、 この幸せな夜明けに喜びの声を上げ、 右手で花冠と百合の花を捧げなさい。 |
| Tu virginum corona, tu nobis pacem dona, tu consolare affectus, unde suspirat cor. | 純潔の王冠であるあなた、 私たちに平安を与えてください。 嘆き悲しむ心には、 慰めを与えてください。 |
| Alleluja, alleluja! | |